# Kristoffer Hünecke

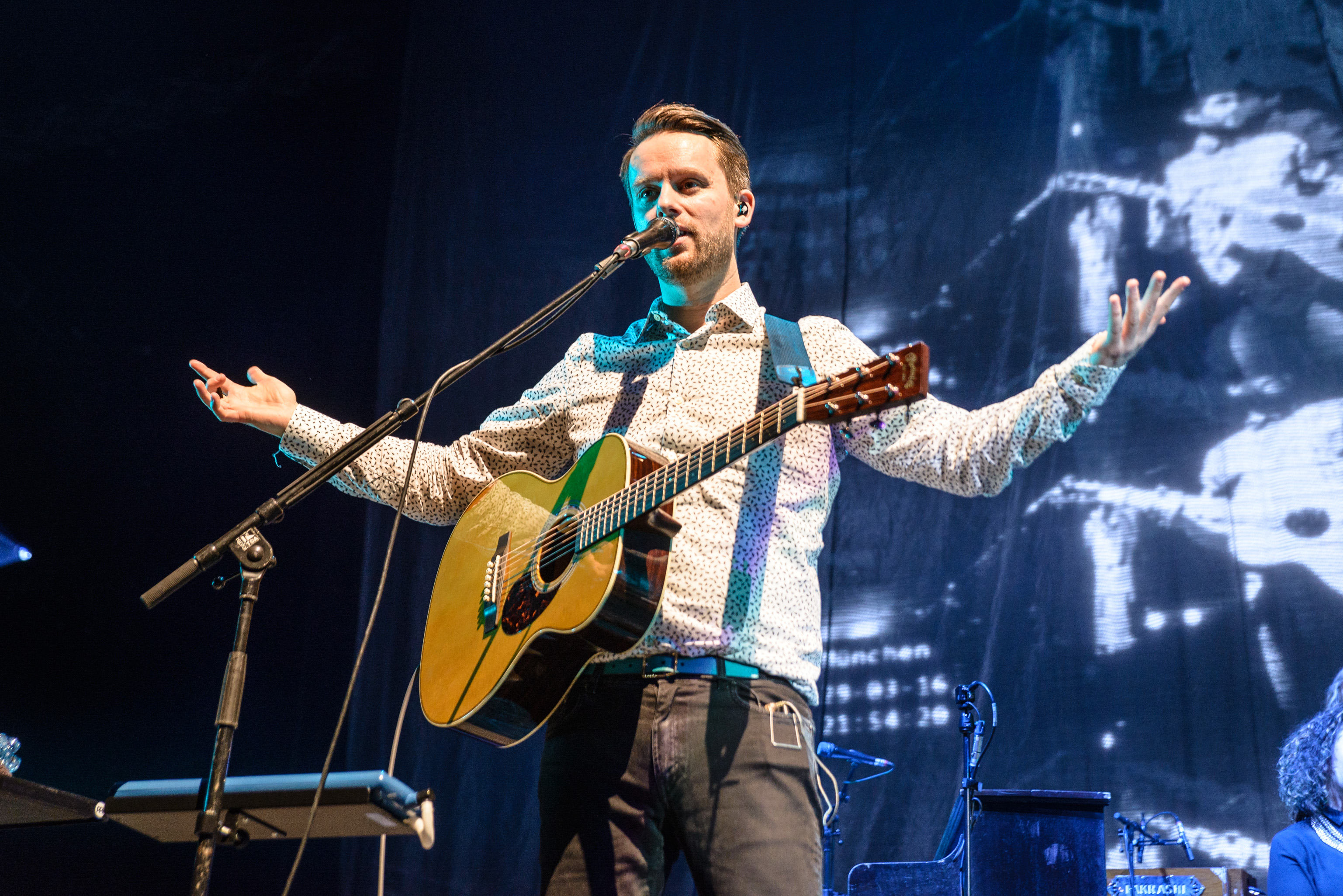
Kristoffer Hünecke (2016)

Kristoffer Hünecke (* 12. Mai 1978 in Hamburg), bekannt als Kris, ist ein deutscher Popmusiker und Mitglied der Band Revolverheld.

## Biografie
In seiner Jugend war Kristoffer Hünecke ein erfolgreicher Tennisspieler, war als Jugendspieler deutscher Vizemeister und Nummer 1 der DTB-Juniorenrangliste (Jahrgänge U12 und U14). Er trainierte beim international bekannten Tenniscoach Nick Bollettieri und war Doppelpartner von Tommy Haas, bevor eine nachhaltige Handgelenksverletzung seine Profihoffnungen beendete.
Er wandte sich der Musik zu, spielte in der Schulband, machte Abitur und gehörte danach als Gitarrist der Band Freiraum an. Außerdem begann er eine kaufmännische Ausbildung im Bereich audiovisuelle Medien und arbeitete als Tennistrainer. Nach zwei Jahren löste sich die Band auf. Kris und zwei andere Mitglieder gründeten mit neuem Sänger und neuem Bassisten 2002 die Band Revolverheld. Sie wurden zu einer erfolgreichen Deutschrockband und hatten zwischen 2005 und 2010 drei Top-10-Alben.
2012 nahm sich das Quintett eine Auszeit, die Hünecke nutzte, um ein Soloalbum unter dem Künstlernamen Kris zu verwirklichen. Im Mai dieses Jahres veröffentlichte er den Song Diese Tage, den er unter Verwendung des Lieds The Joker der Steve Miller Band selbst geschrieben und mit neuem Text versehen hat. Als Gastsänger holte er sich Dante Thomas dazu, der 2001 mit Miss California einen Sommerhit gehabt hatte. Auch Diese Tage wurde ein erfolgreiches Sommerlied und hielt sich 20 Wochen in den deutschen Charts. In Deutschland erreichte es Platz 30, in Österreich war es sogar ein Top-10-Hit. Das Album Immer wenn ich das hier hör konnte allerdings nicht davon profitieren und schaffte es nicht in die Charts. Anfang 2013 veröffentlichte er die Single Geflasht.

## Diskografie
Alben
- Immer wenn ich das hier hör (2012)

Lieder
- Diese Tage (featuring Dante Thomas, 2012)
- Geflasht (2013)